# Shadowmaker (Running Wild)
Shadowmaker è il quattordicesimo album in studio del gruppo musicale heavy metal tedesco Running Wild. Si tratta del primo in sette anni (dopo il precedente Rogues en Vogue, del 2005) e dopo il loro split del 2009.
Il disco è stato pubblicato il 20 aprile 2012 dalla SPV GmbH.
Nel booklet del disco appaiono solo i crediti di Rock 'n' Rolf alla chitarra e alla voce e Peter Jordan alla chitarra e ai cori. La batteria e il basso sono stati suonati da dei collaboratori dei quali non sono stati rivelati i nomi.

## Tracce
1. Piece of the Action – 4:25
2. Riding on the Tide – 4:18
3. I Am Who I Am – 4:51
4. Black Shadow – 5:13
5. Locomotive – 4:35
6. Me & the Boys – 5:00
7. Shadowmaker – 4:25
8. Sailing Fire – 4:14
9. Into the Black – 4:57
10. Dracula – 7:29

## Formazione
- Rolf "Rock 'n' Rolf" Kasparek - voce, chitarra
- Peter "PJ" Jordan - chitarra